# Матвеев, Павел Яковлевич
Па́вел Я́ковлевич Матве́ев (1 декабря 1915, дер. Полянское ныне Сосновского района Нижегородской области — 10 марта 1945, недалеко от Варшавы) — Герой Советского Союза, командир отряда 11-го гвардейского авиационного полка дальнего действия (62-я авиационная дивизия дальнего действия, 6-й авиационный корпус дальнего действия), гвардии майор.

## Биография
Родился в деревне Полянское ныне Сосновского района Нижегородской области в семье крестьянина. Русский. Окончил 7 классов. Работал бетонщиком на строительстве Горьковского автозавода. Затем был возчиком в городе Дзержинске, по вечерам учился на курсах шофёров. Потом работал шофёром и без отрыва от производства учился в аэроклубе.
В 1938 году был призван в Красную Армию и направлен в военное авиационное училище. В 1940 году вступил в ВКП(б). По окончании училища в 1940 году служил в частях бомбардировочной авиации. В боях Великой Отечественной войны — с июля 1941 года. В начале войны был командиром экипажа в полку дальних бомбардировщиков, а с 1943 года — командиром отряда. Бомбил железнодорожные узлы и аэродромы под Сталинградом, в Анапе, Крыму, Брянске, Орле, Карачеве, Харькове, Полтаве, Запорожье, Днепропетровске.
К сентябрю 1943 года гвардии капитан Матвеев совершил 239 боевых вылетов на бомбардировку важных объектов в тылу врага, скоплений его войск. Затем были боевые вылеты на бомбардировку объектов врага в Польше и Германии. Участвовал в разгроме немцев под Ленинградом и в Прибалтике. Его экипаж за время войны разбросал за линией фронта два с половиной миллиона листовок, адресованных немецким солдатам и жителям оккупированных районов.
10 марта 1945 года инспектор-лётчик по технике пилотирования 22-й гвардейской бомбардировочной авиационной дивизии гвардии майор Матвеев трагически погиб при выполнении служебных обязанностей в катастрофе самолёта в районе села Меня (50 км восточнее Варшавы). Похоронен в городе Бресте, в братской могиле в городском парке имени 1 Мая.

## Награды
Указом Президиума Верховного Совета СССР от 13 марта 1944 года за образцовое выполнение боевых заданий командования на фронте борьбы с немецко-фашистскими захватчиками и проявленные при этом мужество и героизм гвардии капитану Матвееву Павлу Яковлевичу было присвоено звание Героя Советского Союза с вручением ордена Ленина и медали «Золотая Звезда» (№ 3377).
Награждён ещё одним орденом Ленина, медалями.

## Память
На родине в селе Сосновское Нижегородской области на Алле Героев установлен бюст.